# 胡緒
胡緒（1526年—1608年），字本理，號月川，江西南昌府豐城縣人，民籍，明朝政治人物。

## 生平
嘉靖三十一年（1552年）壬子科江西鄉試第四十名舉人。隆慶二年（1568年）中式戊辰科會試第一百七十八名，二甲第七十二名進士。授工部主事，管理杭州南关工部分司。萬曆二年（1574年）八月与郎中贺幼殊分理明昭陵工程。历升吏部稽勋司郎中，十二年二月升浙江右参政，十五年升河南按察使、信陽兵备，歷官浙江布政使，因病告归。卒年八十三。

## 家族
曾祖胡傑望，壽官；祖父胡天民；父胡備，母羅氏。具庆下。